# Gustav Bischof
Karl Gustav Bischof (Wöhrd, 1792 – Bonn, 1870) è stato un mineralogista tedesco.
Docente all'università di Bonn, fu precursore della moderna geochimica.